# Тоні Крегг
Тоні Крегг (англ. Tony Cragg; нар. 9 квітня 1949) — британський скульптор. Автор скульптур із урбаністичних матеріалів.

## Біографія
Народився 9 квітня 1949 року в місті Ліверпуль в родині інженера авіаційного виробництва. З 1966 по 1968 рік працював техніком у Національній асоціації досліджень в галузі гумового виробництва.
Вивчати мистецтво розпочав на курсах у Глостерширському коледжі мистецтва і дизайну в місті Челтнем. З 1969 по 1973 роки продовжив навчання у Вімблдонській школі мистецтв. Протягом цього періоду його вчителем був Роджер Еклінг, який познайомив його зі скульпторами Річардом Лонгом і Біллом Вудроу. Креґ завершив свою освіту навчанням в Королівському коледжі мистецтв у 1973–1977.
У 1977 році переїхав до Німеччини, у місто Вупперталь, де живе і працює з тих пір.
З 2009 до кінця липня 2013 року — ректор Дюссельдорфської академії мистецтв.

## Творчість
У своїх ранніх роботах Крегг використовував знайдені матеріали та підручні засоби. Протягом 1970-х років ним створювались скульптури з використанням таких простих способів, як складання, розподіл і дроблення. У 1977 році, переїхавши до Німеччини, Креґ створив кілька підлогових скульптур із різних побутових предметів: пластмасових дитячих машинок, шматочків пластику, знайденого на вулиці й розкладеного за кольором.
Як основний матеріал для своїх робіт Тоні Крегг обрав пластик. Деякі з настінних і підлогових творів митця виявилися відверто ідеологічними — особливо настінні, у яких пластикові фрагменти вкладалися в поліціянта чи спецпризначенців, що кийками розганяли демонстрацію.
Починаючи з 1983 року, Крегг створив серію скульптур, у яких експериментував з текстурами і візерунками з формайка (вогнетривкий пластик), пластмас і побутових матеріалів. Він приєднував один до одного столи, книжкові полиці, буфети та різноманітні обрізки матеріалів, оббивав ці споруди звичайними і штучними тканинами.
У 1984 році КреҐ знаходить більш давню символіку всередині форм сучасного мотлоху, розкладаючи шматки дерева, що відслужили своє, у вигляді великих тривимірних структур, що зображують голову бика, човен або ріг. Креґ намагався переглянути ставлення до образотворчого через використання вже наявних предметів і зображень.
«Terris Novalis» — єдина великомасштабна робота художника у Великій Британії (встановлена у 1997 році).
У подальшому Крегг у своїй творчості використовував більш традиційні матеріали, такі як деревина, бронза, мармур, часто створюючи з них прості форми.

## Нагороди і премії
- Командор ордена Британської імперії (2002);
- Офіцер ордена «За заслуги перед Федеративною Республікою Німеччина»;
- Орден Мистецтв та літератури;
- Премія Тернера (1988);
- Імператорська премія (2007).

## Галерея

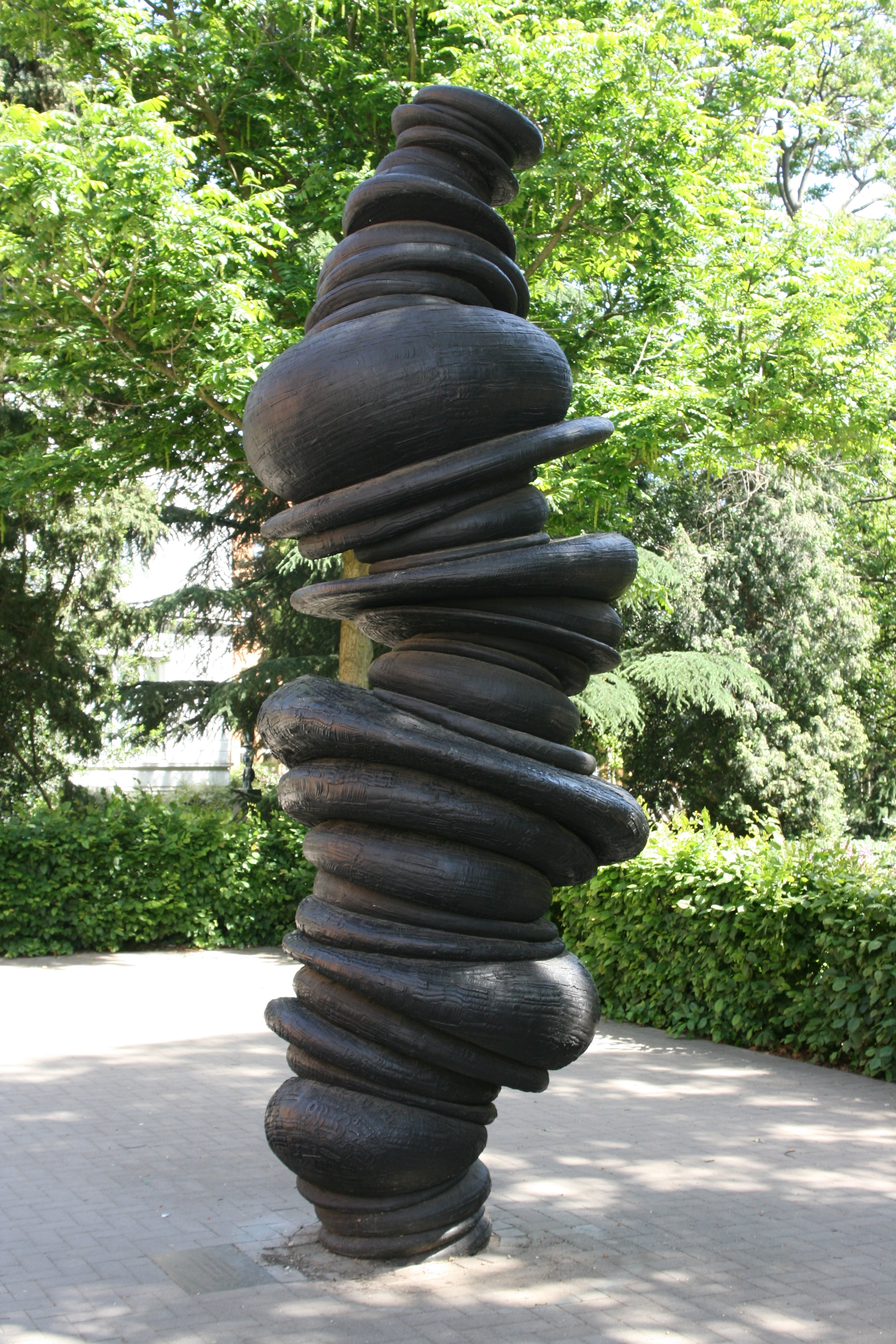
Скульптура «Хребет» (Фірзен).
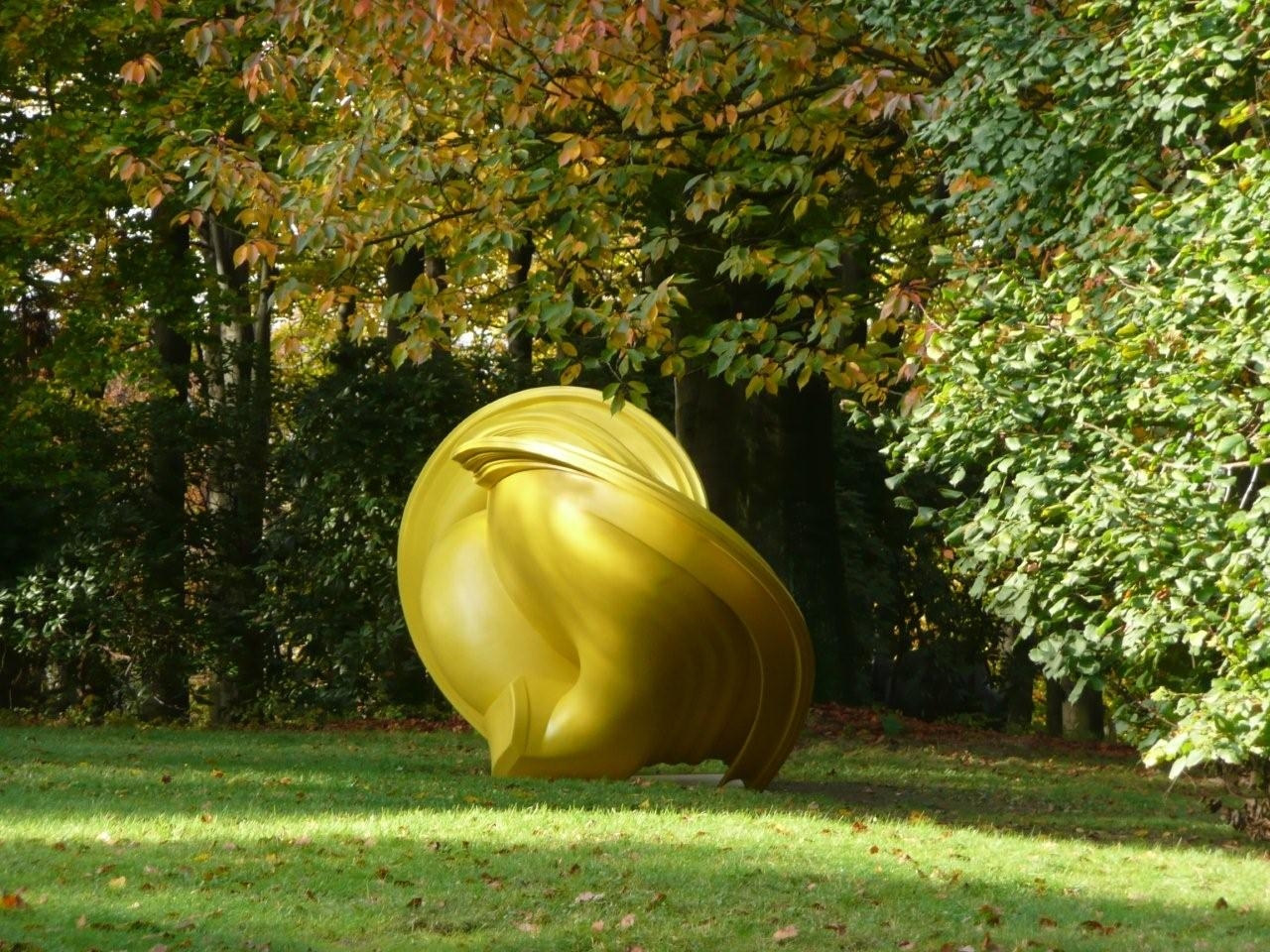
Скульптура «Відмінювання» (Вупперталь).
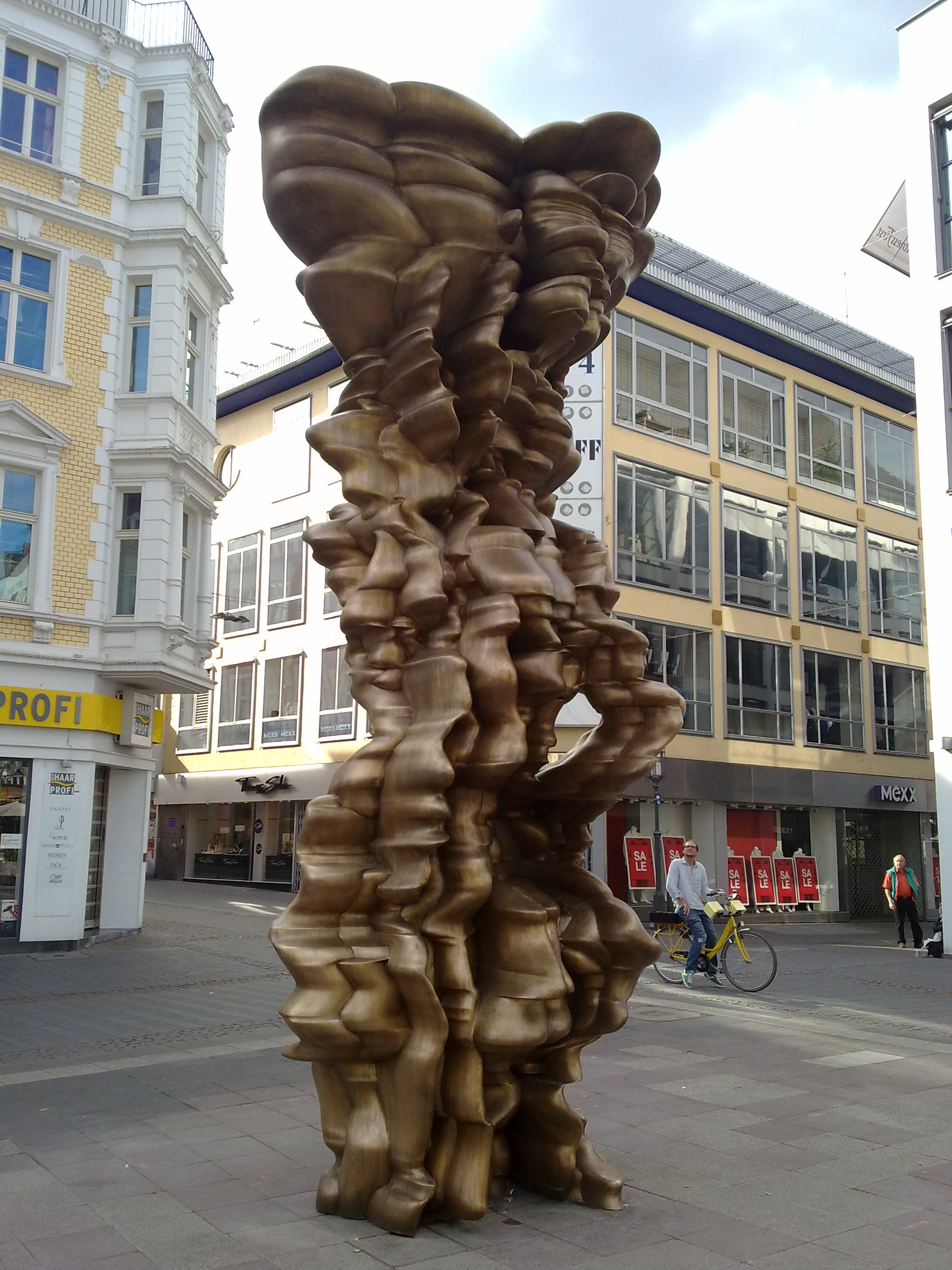
Скульптура «Mean Average» (Бонн).
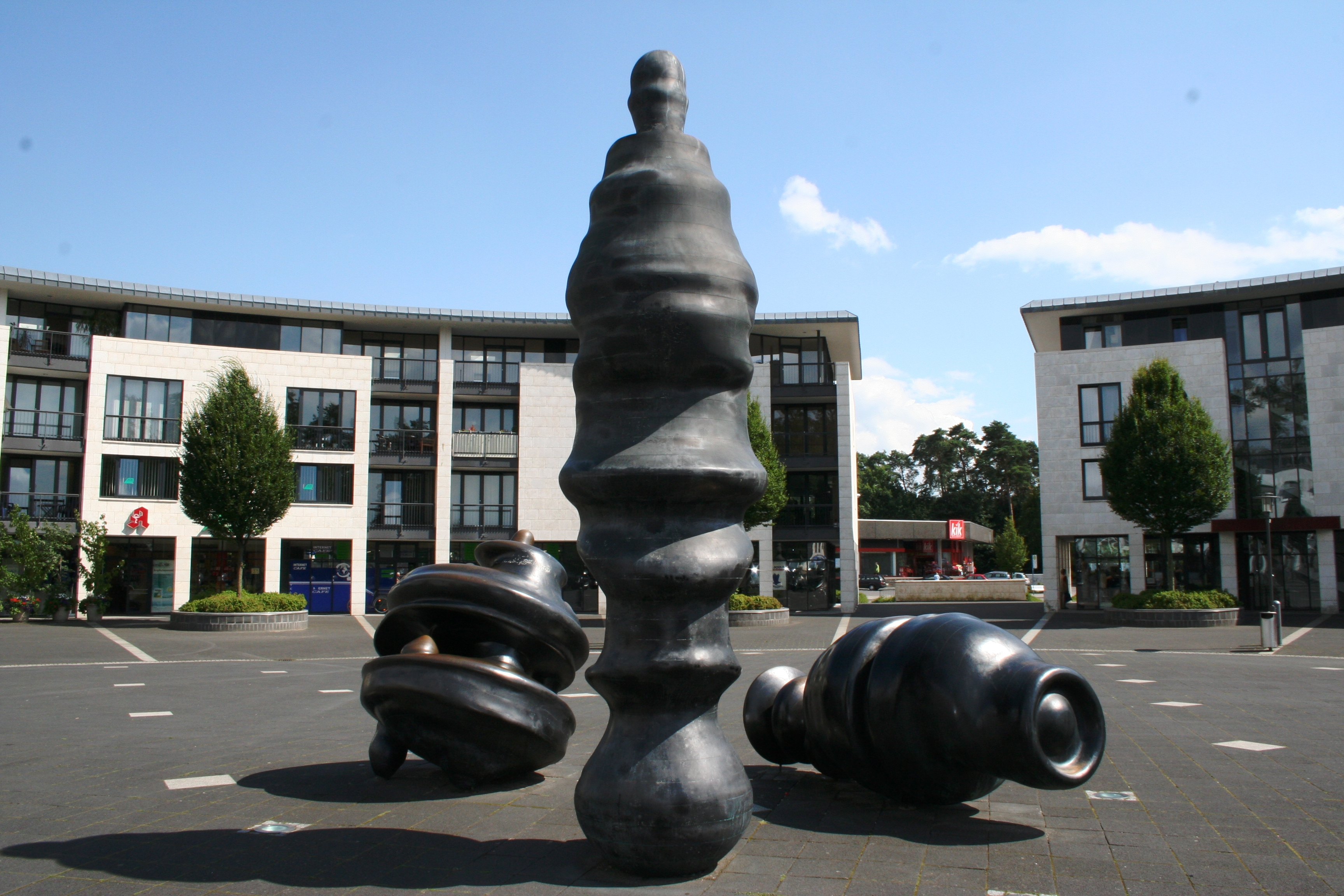
Скульптура «Галявина» (Білефельд).
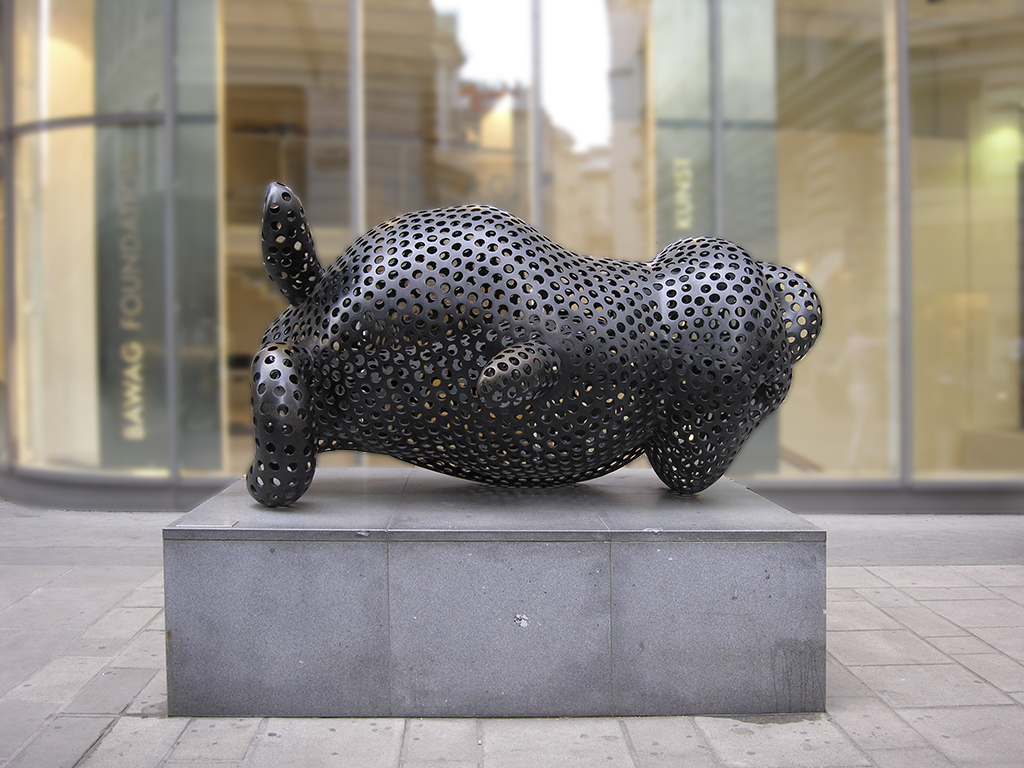
Скульптура «Ferryman» (Відень).